# 周奕瑋
周奕瑋（英語：Jarvis Chow Yik Wai，1983年9月12日—），香港男主持及演員，現為無綫電視基本藝人合約藝員。

## 簡歷
周奕瑋出生自九龍，是家中獨子，畢業於陳瑞祺(喇沙)小學、喇沙書院（2000年中五）及香港理工大學；中學時修讀理科，曾在香港中學會考考獲21分，大學時則主修語言及傳意學。2006年左右，他陪伴朋友參加無綫娛樂新聞台面試，卻意外涉足演藝圈而當了一年主持，之後再往東京國際大學附屬日本語學校留學一年。其採訪經驗豐富，曾參與多個大型活動，包括第19、20、21、24屆東京國際電影節、INORAN 巡迴演唱會東京站 、首爾亞洲歌曲節 、第60、61、64、65屆康城影展 、第62屆柏林電影節 、第67 - 69屆威尼斯國際電影節 、香港電影金像獎等；除了擔任無綫娛樂新聞台主播外，亦主持多個無綫綜藝節目如《激優一族》、《廠出新天地》、《3日2夜》、《這個聖誕不太冷》和《Y Angle》等。另外，他也經常擔任大型商業活動主持，包括2011 - 2018年 C3日本動玩博覽、2012年 Sony 感謝祭和2013年 Sony『ACTION MAN』真人秀比賽等。
2008至2012年，周奕瑋曾與林慧美於網上電台「Wazzup」一同主持節目《日本交流流》。2015年4月21日，他擔任無綫電視清談節目《今日VIP》嘉賓後，獲不少網民留言讚其口才愈漸了得，有望接棒成為新一代星級司儀。2017年4月開始，他擔任永安旅遊日本文化嚮導及代言人，翌年初前往日本拍攝首個個人旅遊節目《周遊東京》，備受觀眾好評；同年3月中由無綫電視基本藝人合約轉簽經理人合約。2021年，他與吳業坤到訪日本拍攝特備、旅遊節目《東京五輪直送》和《好掛住日本》，並憑《好掛住日本》獲提名《萬千星輝頒獎典禮2021》「最佳男主持」最後五強。2023年4月，他改與無綫電視簽基本藝員合約
，翌年初在《萬千星輝頒獎典禮2023》中首奪「最佳男主持」殊榮
。

## 軼聞
周奕瑋是個嚴重社交恐懼症患者兼雙撇子，因為他用右手寫字，但以左手拿食物和筷子。而為了明白電玩遊戲內容，他在中二升中三的暑假裡開始接觸日本文化和研習日語，2011年已考獲日本語能力測試 N1 級資格。其偶像是動漫《蠟筆小新》主角「野原新之助」。

## 演出作品

### 主持節目（無綫電視）
| 首播          | 節目名                                  | 備註 |
| 2008年        | 日本青森．非常娛樂                      | |
| 2009年 -      | 娛樂新聞台                              | 粵語主播 |
| 2009年 -      | 娛樂頭條                                | 主播 |
| 2009年        | 至8女人心                               | 旁白 |
| 2010年        | 民峰學院開運班                          | 與蘇民峰、曾華倩、高海寧、陳爽、蔡淇俊、鄭嘉雯、袁嘉敏及李嘉合作                                                                                       |
| 2011 - 2012年 | 激優一族                                | 與樂瞳、劉倩婷及羅孝勇合作 |
| 2011年        | 爆趣奇人                                | 與游莨維合作 |
| 2013年        | 廠出新天地                              | 與林欣彤、陳華鑫及林穎彤合作 |
| 2013年        | 智激校園                                | 第299 - 301集、暫代主持（智叻A班班長） |
| 2013年        | TVB 馬來西亞星光薈萃頒獎典禮2013        | 與黎芷珊、王祖藍合作 |
| 2014 - 2015年 | 激優一族                                | 與譚嘉儀、陳潔玲、劉佩玥、何廣沛及譚永浩合作 |
| 2014年        | 3日2夜                                  | 第一輯第3、4集（東京篇） 第25 - 28集（九州篇）；與林伊麗合作 第55、56集（名古屋篇） 第61 - 64集（九州鐵道篇）；與簡淑兒合作 第69、70集（長野、富山篇） |
| 2014年        | TVB 馬來西亞星光薈萃頒獎典禮2014        | 與黎芷珊、林盛斌及黃曉明合作 |
| 2014年        | 這個聖誕不太冷                          | 第1 - 4集（日本篇:大阪、北海道） 與許廷鏗、吳若希、林欣彤及胡鴻鈞合作                                                                                  |
| 2015年        | 過節                                    | 第4集（日本濱松祭）與林欣彤合作 |
| 2015年        | TVB 馬來西亞星光薈萃頒獎典禮2015        | 與黎芷珊、林盛斌及朱智賢合作 |
| 2015 - 2017年 | Y Angle                                 | 與劉佩玥、司徒瑞祈、譚嘉儀、何廣沛、余德丞、譚永浩、陳潔玲、王舒銳及陳偉琪合作                                                                         |
| 2015 - 2016年 | 一綫娛樂                                | Star Hunter（衛志豪、謝文欣、梁麗翹、黃煦齡、譚永浩、陳浚霆）之一                                                                                      |
| 2016年        | Do姐有問題                              | 外景主持（日本篇） |
| 2016年        | 琅琊恩仇錄                              | 導讀 |
| 2016年        | 3日2夜                                  | 第一輯第95 - 98集（九州篇）；與 Super Girls 合作 |
| 2016年        | 街坊廚神舌戰東京                        | 與金剛及阮小儀合作 |
| 2016年        | TVB 馬來西亞星光薈萃頒獎典禮2016        | 與鄭裕玲、朱智賢及農夫合作 |
| 2016年        | 2016繽Fun娛樂大派對                     | Star Hunter（衛志豪、謝文欣、梁麗翹、 黃煦齡、譚永浩、陳浚霆）之一                                                                                     |
| 2017年        | 玩轉香港日與夜                          | 第4集（九龍東） 與朱智賢、張惠雅及王歌慧合作 第11集（中環、上環） 與朱智賢及朱凱婷合作                                                                 |
| 2017年        | TVB 馬來西亞星光薈萃頒獎典禮2017        | 與鄭裕玲、麥美恩、陸浩明及農夫合作 |
| 2018年        | 周遊東京                                | 第一輯；首個個人旅遊節目 |
| 2018年        | 周遊東京                                | 第二輯 |
| 2019年        | 周遊關西                                | 第一輯；主持 |
| 2019年        | Do姐有問題                              | 第三輯、外景主持 |
| 2019年        | 香港小姐周遊好玩特訓班                  | 與麥明詩及馮盈盈合作 |
| 2020年        | 蒲·世界                                 | 主持 |
| 2020年        | Think Big天地                           | 「Kids VIP」環節主持 |
| 2021年        | 2020娛樂頭條大總結                      | 與許文軒、王鎮泉及潘盈慧合作 |
| 2021年        | 東京五輪直送                            | 與吳業坤合作 |
| 2021年        | 好掛住日本                              | 與吳業坤合作 |
| 2021年        | 酒遍山形                                | 主持 |
| 2022年        | 萬千星輝頒獎典禮2021                    | 與鄭子誠、林溥來、李思捷、森美、朱凱婷、梁芷珮、吳幸美及譚玉瑛合作                                                                                     |
| 2022年        | 2020娛樂頭條大總結                      | 與許文軒、潘盈慧、王鎮泉合作 |
| 2022年        | 恭喜發財好運來                          | 與汪明荃、鄧梓峰、林盛斌、麥美恩、陸浩明、戴祖儀及吳幸美合作                                                                                           |
| 2022年        | 福虎生威花車巡遊匯演                    | 與朱凱婷合作 |
| 2022年        | 歡聲淚影送別電影宗師楚原 可憐天下父母心 | 旁白 |
| 2022年        | 萬眾同心公益金                          | 與鄭裕玲、宋宛穎、森美、陳庭欣及區永權合作 |
| 2022年        | 健康100錯                               | 與馮盈盈、黃嘉雯、關楓馨及魏柏豪合作 |
| 2022年        | J2ers：晚間聽聞                         | 與黃紫恩、倪嘉雯、葉靖儀、吳兆麟、林俊其及布樂文合作                                                                                                   |
| 2022年        | 樓價有得估                              | 與鄭裕玲及鄭衍峰合作 |
| 2023年        | 萬千星輝頒獎典禮2022                    | 與許文軒合作 |
| 2023年        | 請1日假去旅行：東京篇                   | 與陳嘉慧合作 |
| 2023年        | 超級毛特兒大賽                          | 與向海嵐、黃嘉雯及鍾柔美主持 |
| 2023年        | 萬眾同心公益金                          | 與森美及陳貝兒合作 |
| 2023年        | 周遊關西                                | 第二輯 |
| 2023年        | 日本限定Super遊                         | 與曾志偉、陳嘉慧、余思霆及鄺潔楹主持 |
| 2023年        | 萬千星輝賀台慶                          | 與汪明荃、鄧梓峰、陳百祥、阮兆祥、陳貝兒、黎芷珊、麥美恩、吳幸美、馮盈盈、陸浩明、林溥來、潘靜文、彭家賢、吳兆麟、林正峰及莊子璇合作                   |
| 2024年        | 慈善星輝仁濟夜                          | 與汪明荃、陳庭欣、游嘉欣及黃建東合作 |
| 2024年        | 騰龍運鑽花車匯演                        | 與林秀怡、麥美恩及黃建東合作 |
| 2024年        | Grand住去台北                           | 與鄭詩君及黃翠如合作 |
| 2024年        | 感動味蕾美食餐廳100強- 關西篇           | 與王敏奕合作 |
| 2025年        | 周遊東涌                                | 與鄭衍峰、何沛珈及黃瀅仴合作 |
| 2025年        | 帶阿姐看世界                            | 與汪明荃合作 |

### 綜藝節目（無綫電視）
| 首播   | 節目名                        | 備註                          |
| 2012年 | 問問Master Joe                | 飾演 AI Jarvis、第202集起亮相 |
| 2012年 | 瘋狂歷史補習社                | 演出                          |
| 2016年 | myTV SUPER呈獻：萬千星輝睇多D | 演出嘉賓                      |
| 2016年 | 2017 TVB節目巡禮星光晚宴      | 嘉賓                          |
| 2017年 | 保障你 有我哋                 | 演出                          |
| 2018年 | big big channel大公司周年慶   | 嘉賓                          |
| 2018年 | TVB 50+1再出發節目巡禮2019    | 嘉賓                          |
| 2019年 | 金裝娛樂賀新春                | 演出嘉賓                      |
| 2019年 | TVB 影視展星勢2019            | 演出嘉賓                      |
| 2019年 | 眼睛去旅行                    | 演出                          |
| 2020年 | Think Big天地                 | 演出「Think Big 補習班」      |
| 2020年 | 網購攻略＋big big shop感謝祭  | 演出                          |
| 2020年 | 熱賣開催+big big動漫節        | 演出                          |
| 2020年 | 衝上雲霄大選                  | 演出                          |
| 2021年 | 全城迎奧運                    | 演出                          |
| 2022年 | J2再出世                      | 演出                          |

### 電視劇（無綫電視）
| 首播   | 劇名              | 角色                         |
| 2021年 | 愛·回家之開心速遞 | 日本電視節目主持（第1191集） |
| 2022年 | 愛·回家之開心速遞 | 《慌張西望》主持（第1538集） |

### 微電影（無綫電視）
| 首映   | 電影名       | 角色       |
| 2018年 | 聖誕極光傳說 | Chris Chow |

### 電台節目
| 年份            | 節目名                   | 備註                                |
| 商業電台叱咤903 |                          |                                     |
| 2016年          | 咪芝蓮                   | 12月17日嘉賓 （页面存档备份，存于） |
| 2017年          | 口水多過浪花             | 11月30日嘉賓 （页面存档备份，存于） |
| 2017年          | 口水多過浪花             | 12月21日嘉賓 （页面存档备份，存于） |
| 2018年          | 口水多過浪花             | 1月3日嘉賓 （页面存档备份，存于）   |
| 2018年          | 口水多過浪花             | 1月11日嘉賓 （页面存档备份，存于）  |
| 2018年          | 口水多過浪花             | 2月8日嘉賓 （页面存档备份，存于）   |
| 2018年          | 口水多過浪花             | 2月15日嘉賓 （页面存档备份，存于）  |
| 2018年          | 口水多過浪花             | 3月15日嘉賓 （页面存档备份，存于）  |
| 2018年          | 口水多過浪花             | 3月22日嘉賓 （页面存档备份，存于）  |
| 2018年          | 口水多過浪花             | 3月29日嘉賓 （页面存档备份，存于）  |
| 2018年          | 口水多過浪花             | 5月30日嘉賓 （页面存档备份，存于）  |
| 2018年          | 口水多過浪花             | 6月20日嘉賓 （页面存档备份，存于）  |
| 2018年          | 口水多過浪花             | 6月29日嘉賓 （页面存档备份，存于）  |
| 2018年          | 口水多過浪花             | 7月12日嘉賓 （页面存档备份，存于）  |
| 2018年          | 口水多過浪花             | 7月26日嘉賓 （页面存档备份，存于）  |
| 2018年          | 口水多過浪花             | 8月2日嘉賓 （页面存档备份，存于）   |
| 2018年          | 口水多過浪花             | 9月6日嘉賓 （页面存档备份，存于）   |
| 2018年          | 口水多過浪花             | 9月13日嘉賓 （页面存档备份，存于）  |
| 新城知訊台      |                          |                                     |
| 2017年          | 娛樂 Hot Pop             | 11月23日嘉賓 （页面存档备份，存于） |
| 2019年          | 娛樂 Hot Pop             | 5月21日嘉賓                         |
| 香港電台        |                          |                                     |
| 2018年          | Made in Hong Kong 李志剛 | 3月29日嘉賓 （页面存档备份，存于）  |
| 2019年          | Gimme 5                  | 5月22日嘉賓                         |

### 廣告
| 年份   | 產品 |
| 2008年 | Nike Sportswear「FUN is all around.」 |
| 2017年 | 永安旅遊「Jarvis 日語教室之「和式講日文」第1堂：常用日語」                                                                                             |
| 2017年 | 永安旅遊「Jarvis 日語教室之「和式講日文」第2堂：餐廳常用日語」                                                                                         |
| 2017年 | 永安旅遊「Jarvis 日語教室之「和式講日文」第3堂：賞櫻」                                                                                                 |
| 2017年 | 永安旅遊「Jarvis 日語教室之「和式講日文」第4堂：藥妝店買藥」                                                                                           |
| 2017年 | 永安旅遊「Jarvis 日語教室之「和式講日文」第5堂：藥盒上常見日文」                                                                                       |
| 2017年 | 永安旅遊「Jarvis 日語教室之「和式講日文」第6堂：參拜神社」                                                                                             |
| 2017年 | 永安旅遊「Jarvis 日語教室之「和式講日文」第7堂：飲酒用日語」                                                                                           |
| 2017年 | 永安旅遊「Jarvis 日語教室之「和式講日文」第8堂：多謝」                                                                                                 |
| 2017年 | 永安旅遊「Jarvis 日語教室之「和式講日文」第9堂：買衫常用日語」                                                                                         |
| 2017年 | 永安旅遊「Jarvis 日語教室之「和式講日文」第10堂：簡稱」                                                                                                |
| 2017年 | 永安旅遊「Jarvis 日語教室之「和式講日文」第11堂：衣服尺碼」                                                                                            |
| 2017年 | 永安旅遊「Jarvis 日語教室之「和式講日文」第12堂：買美容用品」                                                                                          |
| 2017年 | 永安旅遊「Jarvis 日語教室之「和式講日文」第13堂：沖繩日語」                                                                                            |
| 2017年 | 永安旅遊「Jarvis 日語教室之「和式講日文」第14堂：賞紅葉」                                                                                              |
| 2017年 | 永安旅遊「Jarvis 日語教室之「和式講日文」第15堂：我」                                                                                                  |
| 2017年 | 永安旅遊「Jarvis 日語教室之「和式講日文」第16堂：你」                                                                                                  |
| 2017年 | 永安旅遊「Jarvis 日語教室之「和式講日文」第17堂：自駕遊」                                                                                              |
| 2017年 | 永安旅遊「Jarvis 日語教室之「和式講日文」第18堂：新年用語」                                                                                            |
| 2017年 | 永安旅遊「Jarvis 和式去北陸 ～ 福井翻生侏羅館」 |
| 2017年 | 永安旅遊「Jarvis 和式去北陸 ～ 立山黑部」 |
| 2017年 | 永安旅遊「Jarvis 和式去北陸 ～ 和式遊金澤」 |
| 2017年 | 永安旅遊「Jarvis 和式去北陸 ～ 潮遊金澤」 |
| 2017年 | 永安旅遊「Jarvis 和式去北陸 ～ 爆食金澤」 |
| 2017年 | 永安旅遊「Jarvis 和式去北陸 ～ 名古屋 Legoland」 |
| 2017年 | 永安旅遊「Jarvis 和式去九州《第一回》 - 我要同海豚玩遊戲」                                                                                             |
| 2017年 | 永安旅遊「Jarvis 和式去九州《第二回》 - 爆食天草之靠海食海」                                                                                           |
| 2017年 | 永安旅遊「Jarvis 和式去九州《第三回》 - 尋熊之旅」 |
| 2017年 | 永安旅遊「Jarvis 和式去九州《第四回》 - 嘆住遊水鄉」                                                                                                   |
| 2017年 | 永安旅遊「Jarvis 和式去九州《第五回》 - 爆玩福岡（上）」                                                                                               |
| 2017年 | 永安旅遊「Jarvis 和式去九州《第六回》 - 爆玩福岡（下）」                                                                                               |
| 2017年 | 永安旅遊「Jarvis 和式去沖繩《第一回》 - 買物之旅」 |
| 2017年 | 永安旅遊「Jarvis 和式去沖繩《第二回》 - 玩轉沖繩天與海」                                                                                               |
| 2017年 | 永安旅遊「Jarvis 和式去沖繩《第三回》 - 游沖繩 沖天飛」                                                                                                |
| 2017年 | 永安旅遊「Jarvis 和式去沖繩《第四回》 - 沖繩美食手作 DIY」                                                                                             |
| 2018年 | 永安旅遊「Jarvis 日語教室之「和式講日文」第19堂：買火車票」                                                                                            |
| 2018年 | 永安旅遊「Jarvis 日語教室之「和式講日文」第20堂：餐廳用語」                                                                                            |
| 2018年 | 永安旅遊「Jarvis 日語教室之「和式講日文」第21堂：配眼鏡」                                                                                              |
| 2018年 | 永安旅遊「Jarvis 日語教室之「和式講日文」第22堂：滑雪」                                                                                                |
| 2018年 | 永安旅遊「Jarvis 日語教室之「和式講日文」第23堂：北海道方言」                                                                                          |
| 2018年 | 永安旅遊「周奕瑋至筍推介：大阪、和歌山享受之旅」 |
| 2018年 | 永安旅遊「周奕瑋至筍推介：全線日本自由行套票即減$100！」                                                                                               |
| 2018年 | 永安旅遊「周奕瑋至筍推介：立山黑部天然奇景之旅」 |
| 2018年 | 永安旅遊「Jarvis 日語教室之「和式講日文」第24堂：周遊東京實用日文」                                                                                    |
| 2018年 | 永安旅遊「Jarvis 日語教室之「和式講日文」第25堂：壽司特輯」                                                                                            |
| 2018年 | 永安旅遊「Jarvis 日語教室之「和式講日文」第26堂：日本人常用手勢（上集）」                                                                              |
| 2018年 | 永安旅遊「Jarvis 日語教室之「和式講日文」第27堂：日本人常用手勢（下集）」                                                                              |
| 2018年 | 永安旅遊「周遊韓國《第一回》蜜友必選酒店」 |
| 2018年 | 雀巢（香港）「Dreyer's × 周奕瑋 日本新搞作？ - 日本愛知縣士多啤梨 + 京都宇治抹茶脆皮雪糕批」                                                           |
| 2018年 | 永安旅遊「周遊韓國《第二回》Run！跟電視玩首爾！」 |
| 2018年 | 永安旅遊「周遊韓國《第三回》爆食首爾日到夜」 |
| 2018年 | 永安旅遊「周遊韓國《第四回》靚爆！江原道絕景行」 |
| 2018年 | 永安旅遊「周遊韓國《第五回》點喺首爾狂呃 Like」 |
| 2018年 | 永安旅遊「Jarvis 和式去北關東《第一回》不能錯過的茨城縣」                                                                                              |
| 2018年 | 永安旅遊「Jarvis 和式去北關東《第二回》栃木必做二三事」                                                                                                |
| 2018年 | 永安旅遊「飛定唔飛？用永安旅遊 APP 至低飛」 |
| 2018年 | 永安旅遊「Jarvis 日語教室之「和式講日文」第28堂：夏祭」                                                                                                |
| 2018年 | 永安旅遊「Jarvis 日語教室之「和式講日文」第29堂：拉麵」                                                                                                |
| 2018年 | 永安旅遊「Jarvis 日語教室之「和式講日文」第30堂：影相」                                                                                                |
| 2018年 | 永安旅遊「Jarvis 日語教室之「和式講日文」第31堂：餐廳飲品」                                                                                            |
| 2018年 | 宏利金融「你又 Plan 好未？」 |
| 2018年 | 宏利金融「你又 Plan 好未？ - 旅遊篇『周遊列國，真係得？』」                                                                                            |
| 2018年 | 永安旅遊「和式去北關西《第一回》心心眼大爆發」 |
| 2018年 | 永安旅遊「和式去北關西《第二回》靚靚打卡絕景遊」 |
| 2018年 | 永安旅遊「和式去北關西《第三回》爆食關西」 |
| 2018年 | 永安旅遊「和式去北關西《第四回》做個體驗系少年」 |
| 2018年 | 永安旅遊「Jarvis 日語教室之「和式講日文」第32堂：酒店」                                                                                                |
| 2018年 | 永安旅遊「Jarvis 日語教室之「和式講日文」第33堂：酒店（下集）」                                                                                        |
| 2018年 | 永安旅遊「Jarvis 日語教室之「和式講日文」第34堂：賞紅葉地點」                                                                                          |
| 2018年 | 永安旅遊「Jarvis 日語教室之「和式講日文」第35堂：卡通人物」                                                                                            |
| 2018年 | 永安旅遊「Jarvis 日語教室之「和式講日文」第36堂：溫泉」                                                                                                |
| 2018年 | 永安旅遊「Jarvis 日語教室之「和式講日文」第37堂：護膚品」                                                                                              |
| 2018年 | 永安旅遊「Jarvis 日語教室之「和式講日文」第38堂：電視遙控器」                                                                                          |
| 2018年 | 永安旅遊「和式去北海道《第一回》首遇丹頂鶴 細賞霜之花」                                                                                                |
| 2018年 | 永安旅遊「和式去北海道《第二回》釧路必試冰雪體驗」 |
| 2018年 | 永安旅遊「和式去北海道《第三回》知床凍冰冰冰上行」 |
| 2018年 | 永安旅遊「和式去北海道《第四回》網走釣魚睇海鷹」 |
| 2019年 | 傲勝國際「4手天王 - 周圍執屋：寄望將來篇」 |
| 2019年 | 傲勝國際「4手天王 - 周圍執屋：懷緬過去篇」 |
| 2019年 | 永安旅遊「周遊韓國2《第一回》束草散策記」 |
| 2019年 | 永安旅遊「周遊韓國2《第二回》三陟文化遊」 |
| 2019年 | 永安旅遊「周遊韓國2《第三回》玩轉洪川」 |
| 2019年 | 永安旅遊「周遊韓國2《第四回》～首爾·潮食玩買攻略」 |
| 2019年 | 永安旅遊「周遊新加坡《周圍玩樂篇》」 |
| 2019年 | 永安旅遊「周遊新加坡《周圍搵食篇》」 |
| 2019年 | 永安旅遊「和式去北關東《第三回》山形岩手體驗團」 |
| 2019年 | 永安旅遊「和式去北關東《第四回》秋田青森追櫻之路」 |
| 2019年 | 永安旅遊「周遊新加坡《文青打卡篇》」 |
| 2019年 | 永安旅遊「周遊新加坡《親子樂篇》」 |
| 2019年 | 香港國際機場「智能登記櫃檯 + 自助行李託運 - 智能機場新體驗」                                                                                           |
| 2019年 | 永安旅遊「Jarvis 日語教室之「和式講日文」第39堂：餐廳用語」                                                                                            |
| 2019年 | 永安旅遊「Jarvis 日語教室之「和式講日文」第40堂：漢字」                                                                                                |
| 2019年 | 永安旅遊「Jarvis 日語教室之「和式講日文」第41堂：串燒店」                                                                                              |
| 2019年 | 永安旅遊「Jarvis 日語教室之「和式講日文」第42堂：買面膜」                                                                                              |
| 2019年 | 永安旅遊「Jarvis 日語教室之「和式講日文」第43堂：燒肉（上集）」                                                                                        |
| 2019年 | 永安旅遊「Jarvis 日語教室之「和式講日文」第44堂：燒肉（下集）」                                                                                        |
| 2019年 | 永安旅遊「Jarvis 日語教室之「和式講日文」第45堂：新幹線」                                                                                              |
| 2019年 | 永安旅遊「Jarvis 日語教室之「和式講日文」第46堂：地道日語」                                                                                            |
| 2019年 | 永安旅遊「Jarvis 日語教室之「和式講日文」第47堂：擬聲擬態詞 - 擬情語」                                                                                 |
| 2019年 | 香港國際機場「自助保安閘口 - 智能機場新體驗」 |
| 2019年 | 香港國際機場「HKG My Flight App：機場室內導航 - 智能機場新體驗」                                                                                       |
| 2019年 | 永安旅遊「周遊台灣《一》高雄文青遊」 |
| 2019年 | 永安旅遊「周遊台灣《二》暢遊小琉球」 |
| 2019年 | 永安旅遊「周遊台灣《三》台南風味之旅」 |
| 2019年 | 永安旅遊「周遊台灣《四》輕鬆遊鹿港」 |
| 2019年 | 香港國際機場「高速 Wi-Fi 區 + 室內巡邏機械人 - 智能機場新體驗」                                                                                        |
| 2019年 | 香港國際機場「機場網上購物平台 - 智能機場新體驗」 |
| 2019年 | 香港國際機場「HKG My Flight App：App 航班實時資訊及提示 - 智能機場新體驗」                                                                             |
| 2019年 | 香港國際機場「MyTAG 行李通 - 智能機場新體驗」 |
| 2019年 | 永安旅遊「周遊台灣《五》玩轉台中」 |
| 2019年 | 永安旅遊「周遊台灣《六》不一樣的台北」 |
| 2019年 | 永安旅遊「和式去關西 - 環球驚喜萬聖節2019」 |
| 2020年 | 永安旅遊「周遊韓國 - 爆食韓國南部《第一回》」 |
| 2020年 | 永安旅遊「周遊韓國 - 爆食韓國南部《第二回》」 |
| 2020年 | 永安旅遊「周遊韓國 - 落手落腳體驗去」 |
| 2020年 | 永安旅遊「周遊韓國 - 一家大細『全羅』觀光」 |
| 2020年 | 永安旅遊「和式去關西 - 美杉森の旅」 |
| 2020年 | 永安旅遊「和式去關西 - 三重文化體驗行」 |
| 2020年 | 永安旅遊「和式去關西 - 關西玩樂遊」 |
| 2020年 | 永安旅遊「Jarvis 日語教室之「和式講日文」第48堂：擬聲擬態詞 - 擬態語」                                                                                 |
| 2020年 | 永安旅遊「Jarvis 日語教室之「和式講日文」第49堂：生果篇（上）」                                                                                        |
| 2020年 | 永安旅遊「Jarvis 日語教室之「和式講日文」第50堂：生果篇（下）」                                                                                        |
| 2020年 | 永安旅遊「Jarvis 日語教室之「和式講日文」第51堂：咖啡餐牌」                                                                                            |
| 2020年 | 永安旅遊「Jarvis 日語教室之「和式講日文」第52堂：的士」                                                                                                |
| 2020年 | 永安旅遊「Jarvis 日語教室之「和式講日文」第53堂：關東煮」                                                                                              |
| 2020年 | 永安旅遊「Jarvis 日語教室之「和式講日文」第54堂：聖誕節」                                                                                              |
| 2020年 | 永安旅遊「Jarvis 日語教室之「和式講日文」第55堂：剪髮」                                                                                                |
| 2020年 | 永安旅遊「和式去川越 - 小江戶一日遊」 |
| 2020年 | 永安旅遊「和式去新潟 - 新潟動手玩」 |
| 2020年 | 永安旅遊「和式去上信越 - 必到溫泉靚景」 |
| 2020年 | 永安旅遊「和式去新潟 - 爆食新潟」 |
| 2020年 | 港鐵「沙中綫 - 新綫新活力·社區篇」 |
| 2020年 | 港鐵「沙中綫 - 新綫新活力·保育篇」 |
| 2020年 | 港鐵「沙中綫 - 新綫新活力·連繫篇」 |
| 2020年 | 港鐵「沙中綫 - 新綫新活力·準備篇」 |
| 2021年 | 永安旅遊「Jarvis 帶你潮嘆 The Mira Hong Kong 美麗華酒店」                                                                                              |
| 2022年 | 永安旅遊「Jarvis 最新遊日情報（Part 1）｜重新喜行 日本旅行團｜東京·輕井澤·富士山｜夏日打卡靚景」                                                       |
| 2022年 | 永安旅遊「Jarvis 最新遊日情報（Part 2）｜重新喜行 日本旅行團｜新潟·群馬·東京｜文化體驗之旅｜靚米 + 靚酒 + 靚景」                                       |
| 2022年 | 永安旅遊「Jarvis 最新遊日情報（Part 3）｜重新喜行 日本旅行團｜北海道｜富良野·美瑛·知床半島｜擁抱自然之旅｜夏日賞花名所」                               |
| 2022年 | 永安旅遊「Jarvis 最新遊日情報（Part 4）｜重新喜行 日本旅行團｜九州｜福岡·熊本·宮崎·鹿兒島｜仲夏玩樂之旅」                                              |
| 2022年 | 永安旅遊「Jarvis 最新遊韓情報｜重新喜行 韓國旅行團｜宮廷式韓屋酒店·三陟希臘風格酒店·春川三岳山湖水纜車·東海鬼怪谷·錦江步行橋｜新景點｜至潮食住玩推介」 |
| 2022年 | 永安旅遊「2022 周遊東京·再出發（送完整行程懶人包）」                                                                                                   |
| 2022年 | 永安旅遊「2022 周遊關西·京阪神自由行行程推介」 |
| 2022年 | 永安旅遊「Jarvis 私心推介 泰國旅行團」 |
| 2022年 | 永安旅遊「Jarvis 私心推介 韓國旅行團」 |
| 2022年 | 永安旅遊「Jarvis 私心推介 不丹旅行團」 |
| 2022年 | 永安旅遊「Jarvis 私心推介 北海道旅行團」 |
| 2022年 | 永安旅遊「Jarvis 都用永安旅遊 APP 訂機票、酒店、當地體驗、機場接送、景點樂園門票」                                                                     |
| 2022年 | 永安旅遊「Jarvis 私心推介 新加坡、馬來西亞旅行團」 |
| 2022年 | 永安旅遊「Jarvis 私心推介 冰島、芬蘭、澳洲旅行團」 |
| 2023年 | 永安旅遊「Jarvis 推介用永安 APP 預訂酒店 澳門套票 澳門船票 高鐵火車票」                                                                                |
| 2023年 | 永安旅遊「Jarvis 推介用永安 APP 預訂酒店 澳門套票 澳門船票 高鐵火車票」                                                                                |
| 2023年 | 永安旅遊「Jarvis 推介訂機票至筍優惠，逢星期三勁減，唔買你就走寶！」                                                                                    |
| 2023年 | 永安旅遊「Jarvis 推介泰北、汶萊 + 沙巴旅行團」 |
| 2023年 | 永安旅遊「Jarvis 推介中國短線旅行團」 |
| 2023年 | 永安旅遊「Jarvis 私心推介 九州、東京旅行團」 |
| 2023年 | 永安旅遊「Jarvis 推介歐洲郵輪旅行團」 |
| 2023年 | 永安旅遊「Jarvis 推介冰島、歐洲四國旅行團」 |
| 2023年 | 永安旅遊「Jarvis 推介澳洲、新西蘭旅行團」 |
| 2023年 | 永安旅遊「Jarvis 介紹全新訂製遊服務」 |
| 2023年 | 永安旅遊「大分、福岡 玩樂溫泉6天之旅（AJKAW06N）」 |
| 2023年 | 永安旅遊「Jarvis 日本旅行團推介 - 東京、伊豆、河口湖｜京阪神、奈良、和歌山」                                                                           |
| 2023年 | 永安旅遊「Jarvis 韓國旅行團推介 - 三陟 + 首爾」 |
| 2023年 | 永安旅遊「Jarvis 泰國旅行團推介 - 曼谷 + 芭堤雅、泰北風情」                                                                                            |
| 2023年 | 永安旅遊「Jarvis 台灣旅行團推介」 |
| 2023年 | 永安旅遊「Jarvis 大馬、沙巴旅行團推介」 |
| 2023年 | 永安旅遊「周遊大馬 1 - 娘惹風味之旅」 |
| 2023年 | 永安旅遊「周遊大馬 2 - 爆食檳城」 |
| 2023年 | 永安旅遊「Jarvis 中國長線旅行團推介 - 烏魯木齊、敦煌、蘭州 + 鄂爾多斯、銀川」                                                                          |
| 2023年 | 永安旅遊「Jarvis 中國長線旅行團推介 - 長江三峽、重慶、貴州」                                                                                           |
| 2023年 | 永安旅遊「Jarvis 中國長線旅行團推介」 |
| 2023年 | 永安旅遊「Jarvis 廣東省旅行團推介 - 雲冰山風景區、親子三大樂園中山 + 佛山」                                                                            |
| 2023年 | 永安旅遊「Jarvis 廣東省旅行團推介 - 美食篇 潮汕 + 梅州」                                                                                               |
| 2023年 | 永安旅遊「Jarvis 長線團推介 - 希臘 + 意大利」 |
| 2023年 | 永安旅遊「Jarvis 長線團推介 - 澳洲昆士蘭、西澳粉紅湖」                                                                                                 |
| 2023年 | 永安旅遊「Jarvis - 輕鬆預訂高鐵火車飛｜澳門船票」 |
| 2023年 | 永安旅遊「Jarvis 郵輪團推薦 - 海洋光譜號」 |
| 2023年 | 永安旅遊「Jarvis 長線團推介 - 杜拜 + 埃及」 |
| 2023年 | 永安旅遊「Jarvis 郵輪團推介 - 鑽石公主號」 |
| 2023年 | 永安旅遊「周遊大馬 3 - 爆食怡保」 |
| 2023年 | 永安旅遊「周遊大馬 4 - 金馬倫打卡」 |
| 2023年 | 永安旅遊「和式去四國《第一回》 - 體驗烏冬學校及栗林公園」                                                                                              |
| 2023年 | 中信銀行（國際）「Motion 信用卡 - 夏日 SUPER 賞（6%現金回贈 / 最高 HK$10,800現金回贈）」                                                               |
| 2023年 | 永安旅遊「和式去四國《第二回》 - 漫步玉藻公園，體驗製作紙扇及阿波舞」                                                                                  |
| 2023年 | 永安旅遊「和式去四國《第三回》 - 「父母濱」天空之鏡·驚險「祖谷蔓橋」及四季花田打卡」                                                                   |
| 2023年 | 永安旅遊「和式去四國《第四回》 - 神戶動物王國及 Hello Kitty Show Box」                                                                                 |
| 2023年 | 永安旅遊「和式去北海道《第一回》 - 富田花園及自家 DIY 軟雪糕]]」                                                                                       |
| 2023年 | 永安旅遊「和式去北海道《第二回》 - 昭和新山熊牧場及 Marine Park 海洋城堡]]」                                                                           |
| 2023年 | 永安旅遊「和式去北海道《第三回》 - 小樽人力車體驗及自家製壽司體驗」                                                                                    |
| 2023年 | 永安旅遊「和式去北海道《第四回》 - 札幌拉麵村及 Moyuk Sapporo 水族館」                                                                                 |
| 2023年 | 永安旅遊「不丹5天深度遊·永安包機直航往返」 |
| 2023年 | 永安旅遊「Jarvis 推介遊日本新玩法·坐郵輪嘆世界·玩遍九州 /沖繩」                                                                                        |
| 2023年 | 永安旅遊「永安旅遊 APP 預訂[高鐵]車票·即訂即出票」 |
| 2023年 | 永安旅遊「【永安旅遊60周年獨家呈獻】歌詩達莎倫娜號 坐郵輪玩遍九州 /沖繩」                                                                              |
| 2023年 | 永安旅遊「不丹5天深度遊·永安包機直航往返·新春出發」 |
| 2023年 | 永安旅遊「Jarvis 推介遊日本新玩法·坐郵輪嘆世界·玩遍沖繩 宮古島」                                                                                       |
| 2023年 | 永安旅遊「和式去名古屋《第一回》 - 宮川朝市及富山玻璃美術館」                                                                                          |
| 2023年 | 永安旅遊「和式去名古屋《第二回》 - 根道神社莫奈池賞紅葉及 DIY 食物模型體驗」                                                                           |
| 2024年 | 永安旅遊「和式去名古屋《第三回》 - 大矢田神社馬籠宿」                                                                                                  |
| 2024年 | 永安旅遊「曼谷 + 大城 5天豪華團 ABBBS05KJ \| 永安旅遊泰國團」                                                                                          |
| 2024年 | 永安旅遊「周遊泰國《第一回》 - Jodd Fairs + 唐人街夜市」                                                                                               |
| 2024年 | 永安旅遊「周遊泰國《第二回》 - 水上市場 + 火車市場 + 吞武里海鮮市場」                                                                                  |
| 2024年 | 永安旅遊「周遊泰國《第三回》 - 芭堤雅糖果樂園 + Lighting Art Museum」                                                                                  |
| 2024年 | 永安旅遊「周遊泰國《第四回》 - 瑪哈泰寺 + 農莊親親動物園 + Or Tor Kor Market」                                                                         |
| 2025年 | 華人藥業「旅遊達人 周奕瑋【養肝 降壞指數靠一物】推薦護肝恩物 WholeLove MED 全效淨肝精華」                                                              |

### 歌曲
- 2016年：Amazing Summer 主題曲《乘風》  （页面存档备份，存于）

### 其他
- 2018年2月23日：周遊東京記者會 - 周遊東京嚟啦，周奕瑋有咩好介紹（页面存档备份，存于）（big big channel 直播）

## 曾獲獎項與提名
| 年份   | 獎項                                                                                            | 結果              |
| 2018年 | 觀眾在民間電視大奬2018「民選最佳綜藝資訊節目主持」 - 《周遊東京》                               | 獲獎              |
| 2018年 | 萬千星輝頒獎典禮2018「最佳節目主持」 - 《周遊東京》                                             | 提名              |
| 2018年 | 2018香港電視大獎「節目主持人獎」 - 《周遊東京》                                                 | 提名              |
| 2022年 | 萬千星輝頒獎典禮2021「最佳男主持」 - 《好掛住日本》                                             | 提名 （最後五強） |
| 2023年 | 萬千星輝頒獎典禮2022「飛躍進步男藝員」                                                          | 提名              |
| 2023年 | 萬千星輝頒獎典禮2022「最佳男主持」 - 《健康100錯》                                              | 提名              |
| 2023年 | 萬千星輝頒獎典禮2022「最佳男主持」 - 《晚間聽聞》                                               | 提名              |
| 2023年 | 萬千星輝頒獎典禮2022「最佳男主持」 - 《樓價有得估》                                             | 提名              |
| 2023年 | 萬千星輝頒獎典禮2022「最佳男主持」 - 《香港小姐再競選》                                         | 提名              |
| 2023年 | 萬千星輝頒獎典禮2022「最受歡迎電視拍檔」 - 《香港小姐再競選》(與黃庭鋒、林正峰、鄭衍峰一同提名) | 提名              |
| 2023年 | 萬千星輝頒獎典禮2022「最受歡迎電視拍檔」 - 《樓價有得估》(與鄭裕玲、鄭衍峰一同提名)             | 提名              |
| 2024年 | 萬千星輝頒獎典禮2023「飛躍進步男藝員」                                                          | 提名 （最後五強） |
| 2024年 | 萬千星輝頒獎典禮2023「最佳男主持」                                                              | 獲獎              |

## 外部連結
- 周奕瑋的新浪微博
- 周奕瑋 Jarvis Chow的Facebook專頁
- Jarvis 周奕瑋星星同學會的Facebook專頁
- 周奕瑋的Instagram帳戶